# Clacton (circonscription britannique)
Pour les articles homonymes, voir Clacton.
Circonscription parlementaire de la Chambre des communes
La circonscription de Clacton est une circonscription électorale anglaise située dans l'Essex, représentée par Nigel Farage à la Chambre des communes du Parlement britannique.

## Géographie
La circonscription comprend :
- les villes de Clacton-on-Sea, Walton-on-the-Naze et Frinton-on-Sea ;
- le village de St Osyth.

## Députés
Les Members of Parliament (MPs) de la circonscription sont :
| Législature              | Années       | Député | Député           | Parti        |
| ------------------------ | ------------ | ------ | ---------------- | ------------ |
| Clacton issue de Harwich |              |        |                  |              |
| 55e                      | 2010-2014    |        | Douglas Carswell | Conservateur |
| 55e                      | 2014-2015    |        | Douglas Carswell | UKIP         |
| 56e                      | 2015-2017    |        | Douglas Carswell | UKIP         |
| 56e                      | 2017-2017    |        | Douglas Carswell | Indépendant  |
| 57e                      | 2017-2019    |        | Giles Watling    | Conservateur |
| 58e                      | 2019-2024    |        | Giles Watling    | Conservateur |
| 59e                      | 2024-présent |        | Nigel Farage     | Reform UK    |

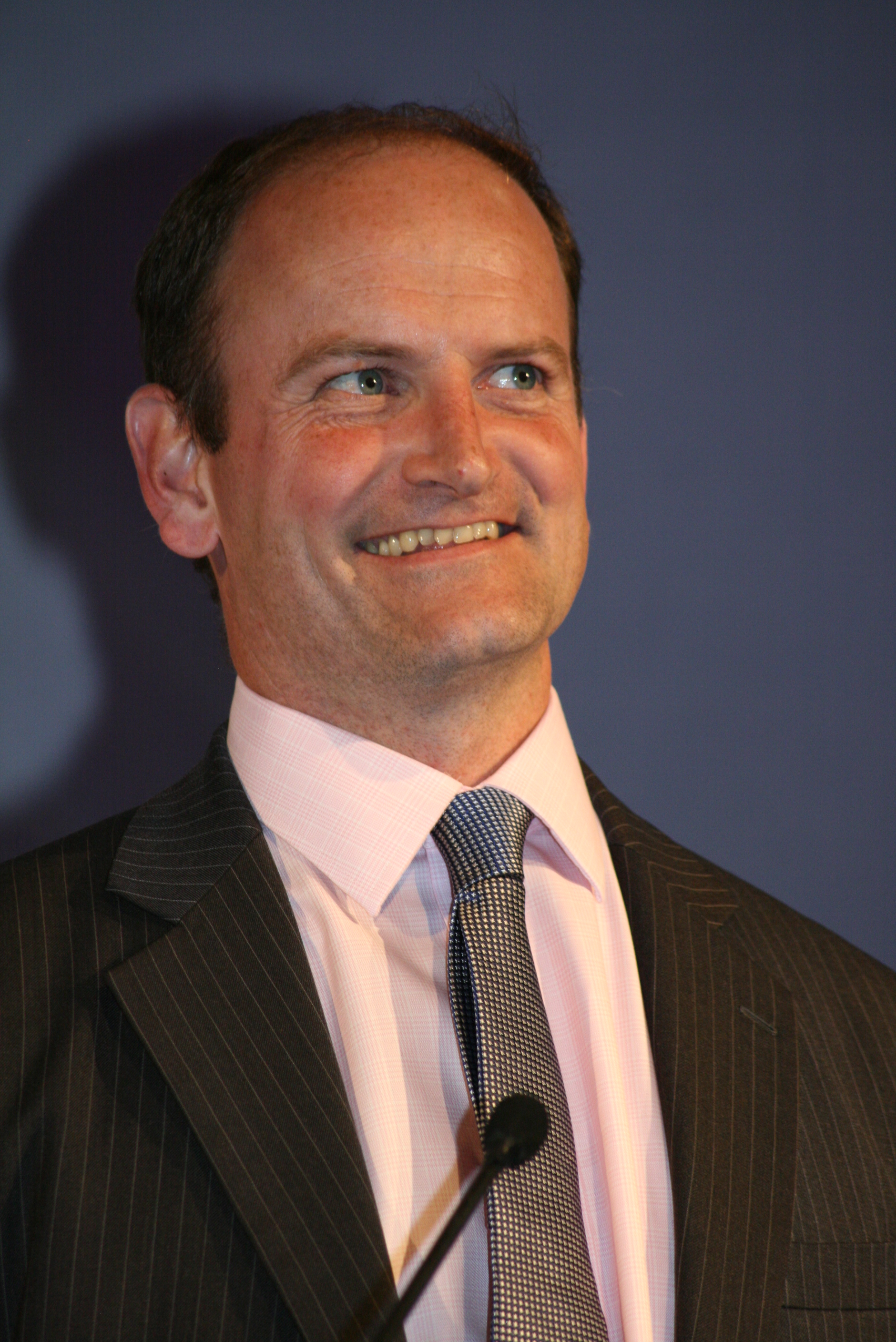
Douglas Carswell (2010-2017)
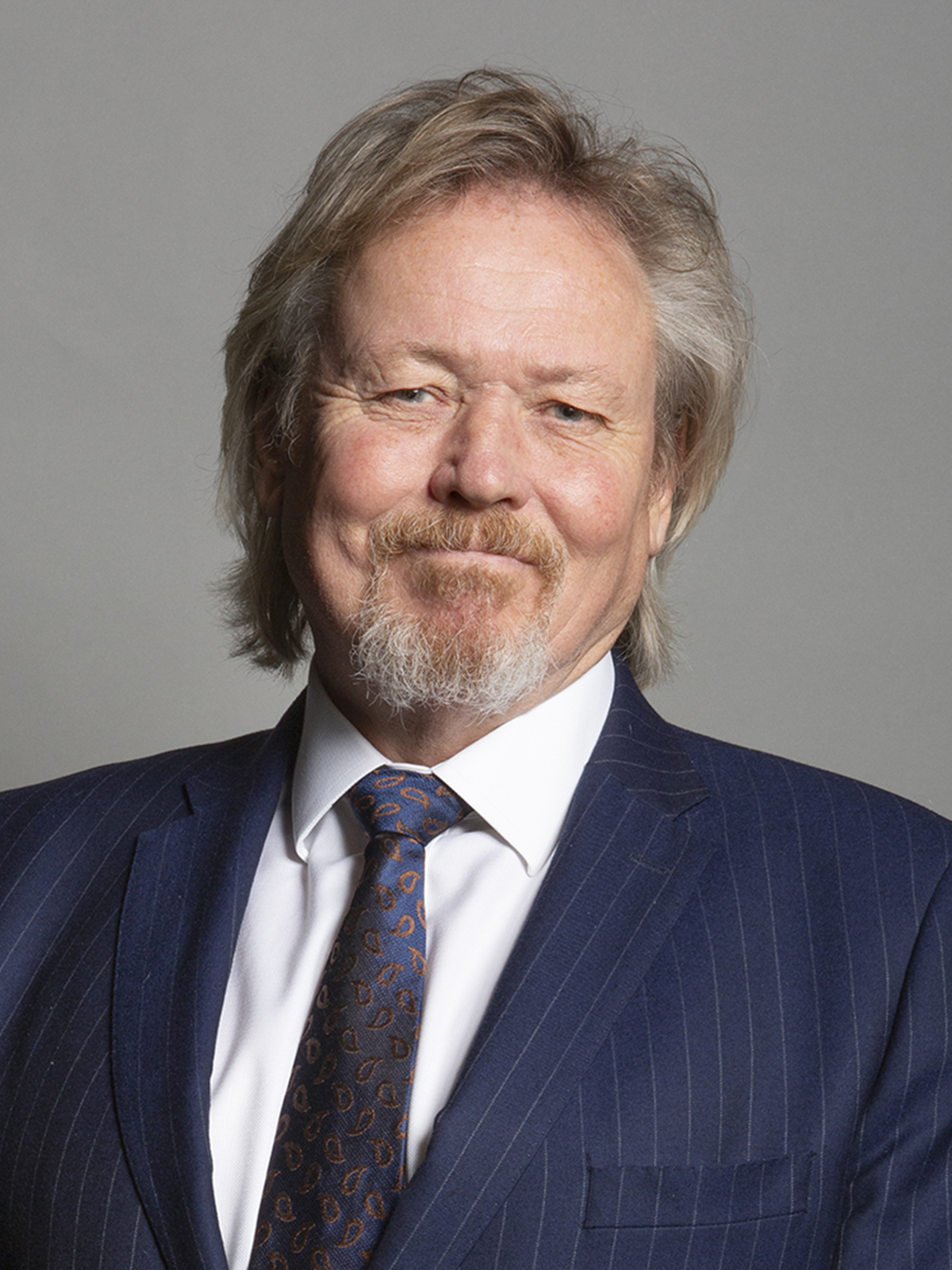
Giles Waitling (2017-2024)
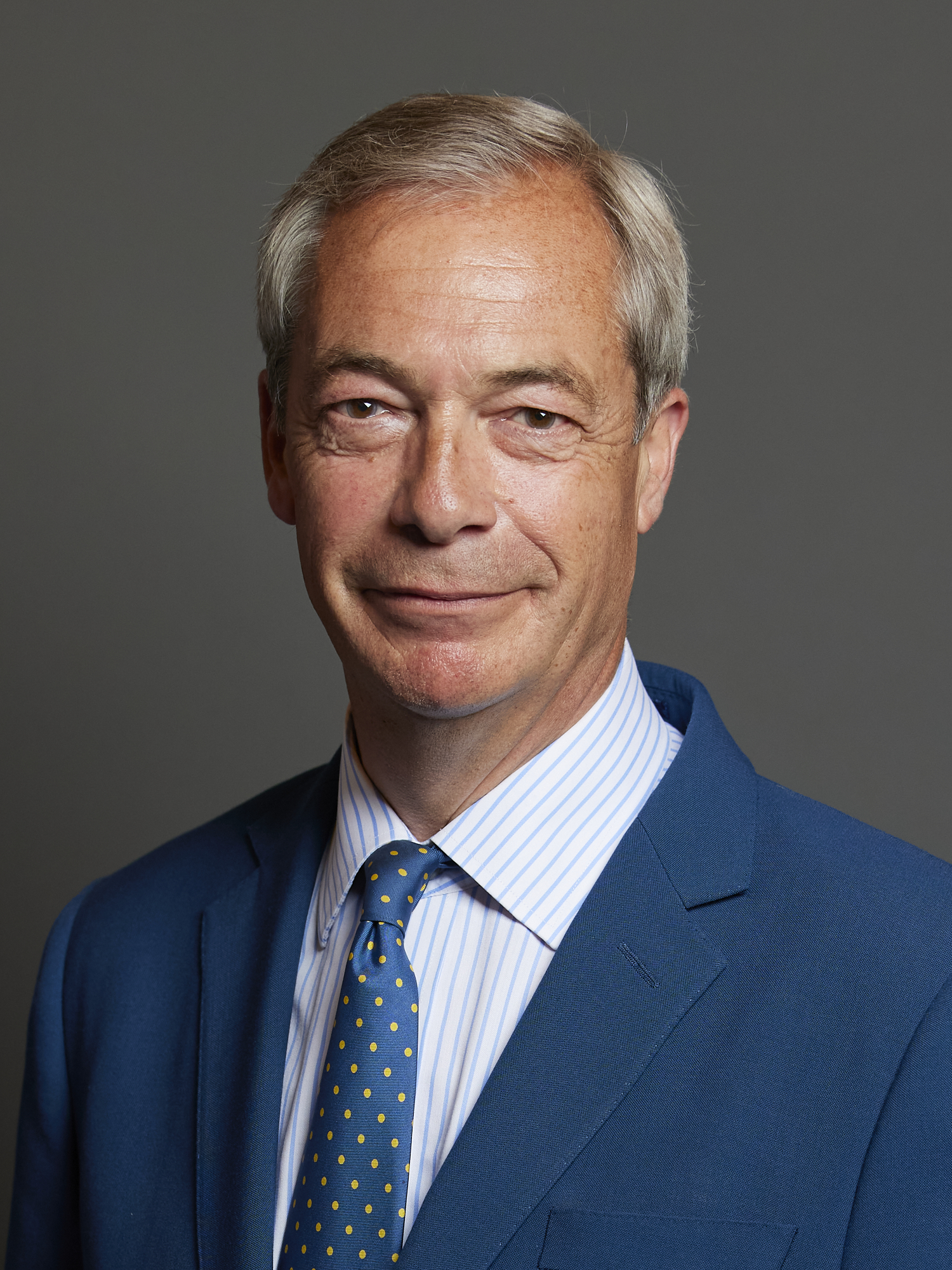
Nigel Farage (2024-)